# Carpodacus rodochroa
Carpodacus rodochroa là một loài chim trong họ Fringillidae.

## Hình ảnh

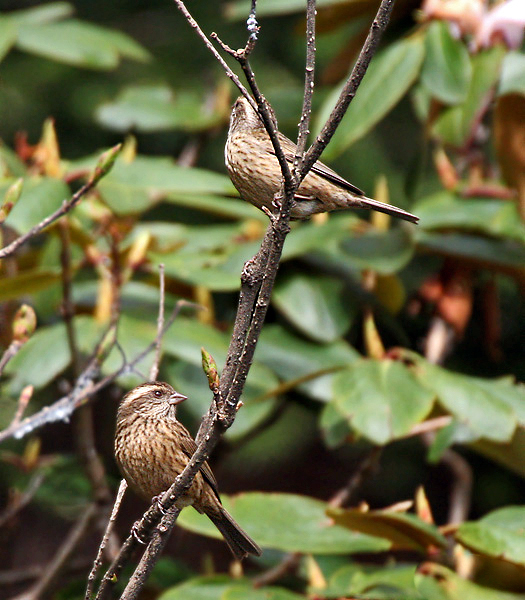
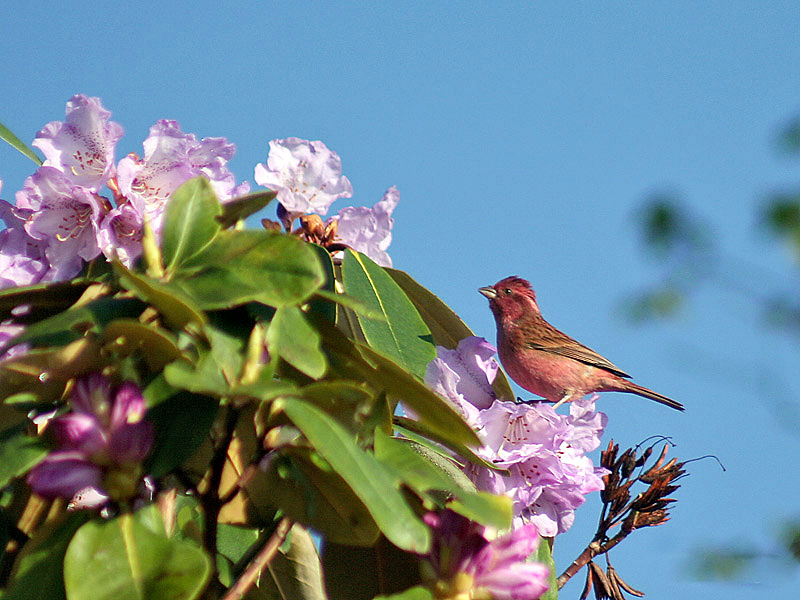
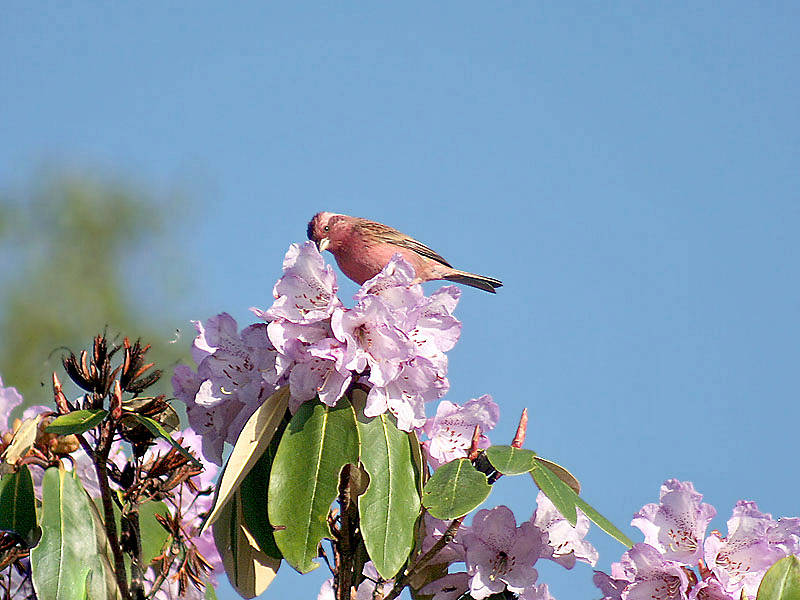
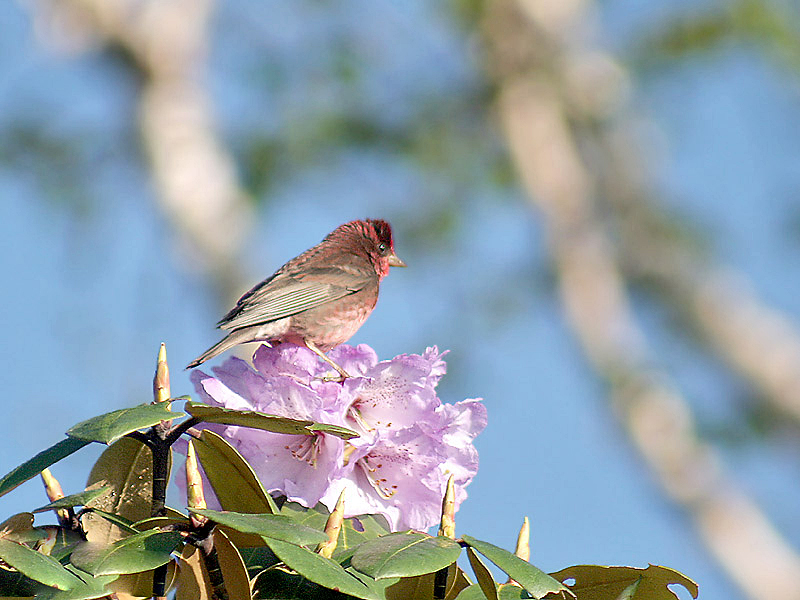